# Holcomb (Missouri)
Holcomb é uma cidade localizada no estado americano de Missouri, no Condado de Dunklin.

## Demografia
Segundo o censo americano de 2000, a sua população era de 696 habitantes.
Em 2006, foi estimada uma população de 691, um decréscimo de 5 (-0.7%).

## Geografia
De acordo com o United States Census Bureau tem uma área de
1,6 km², dos quais 1,6 km² cobertos por terra e 0,0 km² cobertos por água.

## Localidades na vizinhança
O diagrama seguinte representa as localidades num raio de 16 km ao redor de Holcomb.